# UTC+10:30

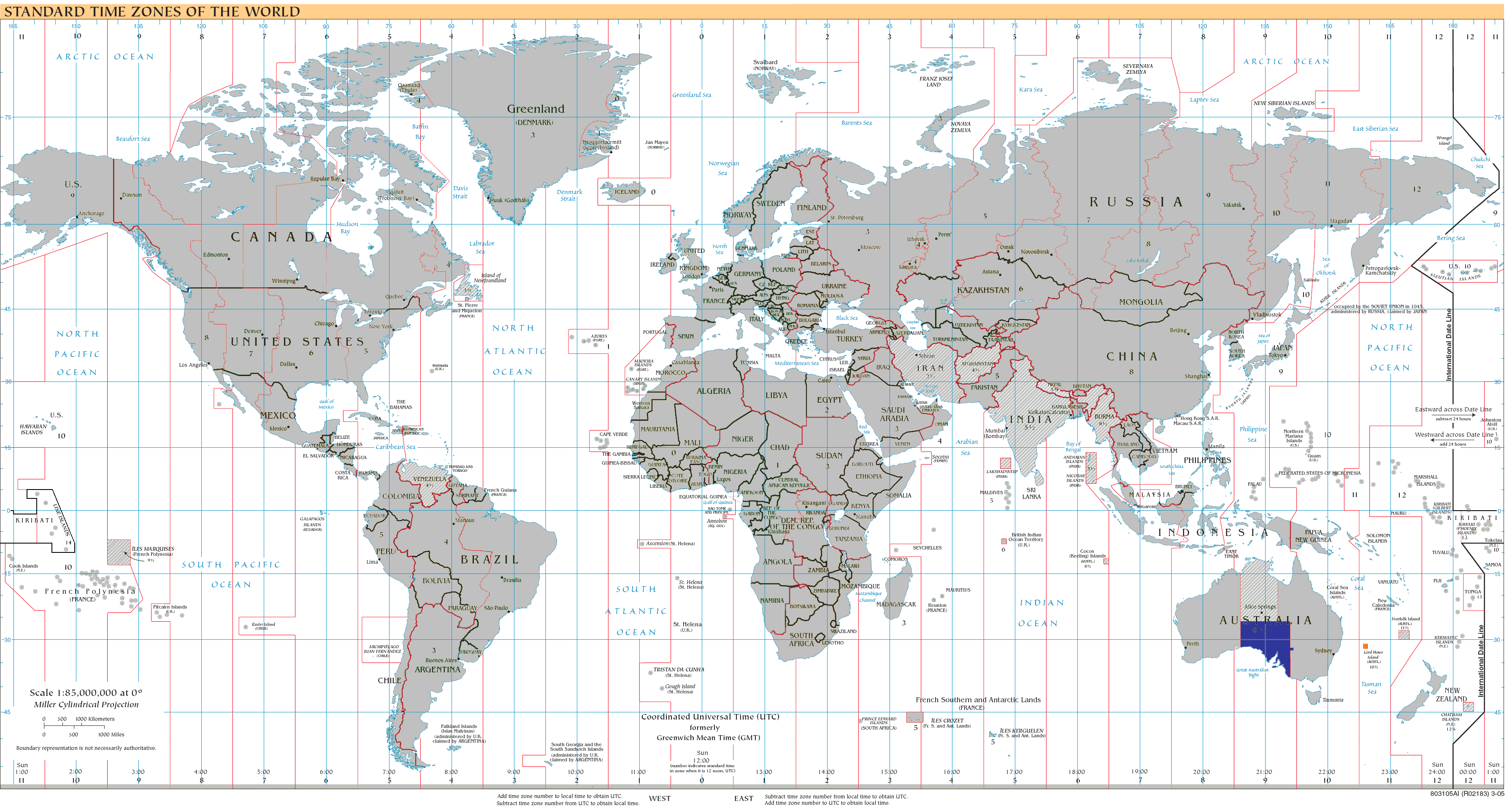
Mapa mundial de zonas horarias a junio de 2008. Resaltado UTC+10:30 Naranja: UTC+10:30 Hemisferio sur Invierno/ Norte Verano Azul oscuro: UTC+10:30 Hemisferio sur Verano/ Norte Invierno

UTC+10:30 es el séptimo huso horario del planeta cuya ubicación geográfica se encuentra en el meridiano 157.5 este. Aquellos países que se rigen por este huso horario se encuentran 10 horas y 30 minutos por delante del meridiano de Greenwich.

## Hemisferio sur

### Países que se rigen por UTC+10:30 en Horario Estándar
| Abreviatura | Nombre Completo                                      | País                          |
| ----------- | ---------------------------------------------------- | ----------------------------- |
| LHST        | Hora Estándar de Lord Howe (Lord Howe Standard Time) | Australia - Isla de Lord Howe |

### Países que se rigen por UTC+10:30 en Horario de Verano
| Abreviatura | Nombre Completo                                                          | País                                                                 |
| ----------- | ------------------------------------------------------------------------ | -------------------------------------------------------------------- |
| ACDT        | Hora de Verano del centro Australiano (Australian Central Daylight Time) | Australia - Nueva Gales del Sur - Broken Hill - Australia Meridional |